# Bolla Loop I

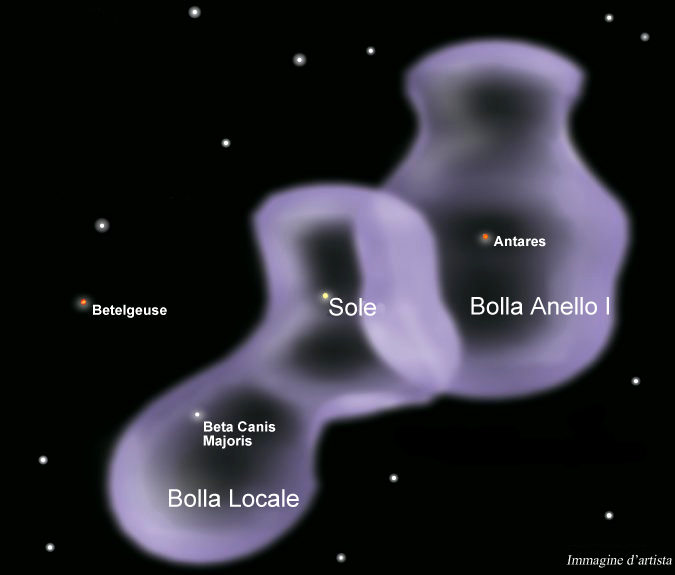
Struttura della Bolla Loop I con l'adiacente Bolla Locale.

La Bolla Loop I (Bolla ad Anello I) è una cavità (superbolla) del mezzo interstellare situata nel Braccio di Orione, il nostro braccio di spirale della Via Lattea; dalla nostra posizione si osserva in direzione del centro galattico, fra lo Scorpione e il Lupo. In direzione di quest'ultima costellazione sono presenti due collegamenti fra la nostra bolla, la Bolla Locale, e la Bolla Loop I, noti come Lupus Tunnel. Fra le stelle che si trovano all'interno di questa bolla spicca la rossa e brillante Antares.
La distanza media di questa struttura è pari a circa 100 parsec, ossia quasi 330 anni luce da noi.